# Albert Ducrocq
Albert Ducrocq (Parigi, 9 luglio 1921 – Parigi, 22 ottobre 2001) è stato un giornalista e saggista francese, oltre che scienziato cibernetico, al quale si deve, tra le altre cose, la creazione della volpe elettronica, uno dei primi dispositivi automatici, prefigurazione delle macchine robotiche.

## Biografia
Albert Ducrocq era figlio di Armand Ducrocq, colonnello della fanteria coloniale francese, e Germaine Adam. Compì gli studi secondari a Versailles prima al collegio Saint-Jean-de-Béthune poi alla scuola Sainte-Geneviève. Conseguì il baccalaureato alla Facoltà di Scienze di Parigi (1942-44) e poi seguì i corsi dell'École Libre des Sciences Politiques (1945-46).
È uno dei pionieri della cibernetica francese, inventore della volpe elettronica, una macchina che si rifa alle tartarughe di Bristol, progettate dall'inglese William Gray Walter, che, montate su rotelle, si muovevano spontaneamente verso qualsiasi fonte luminosa e sono anche capaci di rispondere a un suono. La volpe di Ducrocq era in più dotata di quello che egli chiamava un "senso capacitivo", basato su un dispositivo di rilevamento di massa recuperato da un rilevatore di mine, che permetteva alla macchina di reagire a distanza alla presenza di oggetti metallici.
Albert Ducrocq è però più conosciuto come giornalista e scrittore scientifico, oltre che per le sue doti di divulgatore.
Fu testimone privilegiato dei grandi eventi della conquista dello spazio. Visitò, tra l'altro, l'Unione Sovietica alla fine degli anni Cinquanta e commentò in diretta i primi passi dell'uomo sulla Luna per gli ascoltatori di radio Europa 1, nel 1969.
Oltre ai suoi numerosi lavori, scrisse un gran numero di articoli, pubblicati sulle alcune riviste francesi, nonché sulle pagine scientifiche del quotidiano Le Figaro.

## Carriera
Laureato in scienze, fu professore di fisica elettronica dal 1946 al 1955. Contemporaneamente, nel 1949, iniziò la carriera di consulente ingegnere che proseguì fino al 2001. Fu anche direttore della Società francese di elettronica e cibernetica dal 1952 al 1958 e poi presiedette la Federazione nazionale dell'automazione francese dal 1957 al 1963. Tra il 1962 e il 1965 insegnò all'HEC di Parigi e nel 1966 divenne professore all'Istituto di studi politici di Parigi.
Nel decennio tra il 1960 e il 1970 fu editorialista per Europe 1 e nel 1968 e 1969 direttore scientifico della rivista Diagrammes. Collaborò inoltre con numerosi giornali, tra cui Le Figaro dal 1970, e fu nominato direttore della Cosmos Encyclopédie.
Per diversi decenni, Albert Ducrocq ha tenuto una rubrica dedicata allo spazio sul settimanale Air &amp; Cosmos, nato nel 1963.
Ha creato il Cosmos Club di Francia che organizza mostre sull'astronautica, ospita simposi e conferenze.
Dal 1972, è diventato un collaboratore regolare della rivista francese per bambini Pif Gadget, dove ha introdotto i giovani lettori a diversi fenomeni naturali, illustrati dai gadget offerti con la rivista.
A metà degli anni tra il 1980 e il 1990, è stato consulente scientifico nella squadra di René Monory, per un progetto di parco del futuro di cui ha inventato il nome: Futuroscopio.
Nel 1982, tenne conferenze su come l'informatica si sarebbe evoluta nel 2000, dichiarando: "l'accelerazione del progresso scientifico è tale che, entro l'anno 2000, cioè nell'arco di 18 anni, avremo l'opportunità di assistere a sconvolgimenti che, nel corso di una generazione, saranno importanti quanto qualsiasi altro che la nostra civiltà conosce fin dalla sua creazione."

## Onorificenze
- Legion d'onore
- Ordine delle Palme accademiche
- Nel 1969, ha ricevuto il premio Henri Desgrange dall'Academia dello Sport francese per il suo commento scientifico sulle missioni Apollo, trasmesso su Europe 1.

## Pubblicazioni
- Armi segrete tedesche, Berger-Levrault, 1947
- L'umanità di fronte alla navigazione interplanetaria, Calmann-Lévy, 1947
- Gli orizzonti dell'energia atomica, Calmann-Lévy, 1948
- Le armi di domani, Berger-Levrault, 1949
- Teoria elementare delle batterie atomiche, Dunod, 1950
- I destini industriali del mondo, Berger-Levrault, 1950
- L'Atomo, universo fantastico, Hachette, coll. "La Biblioteca delle Meraviglie", 1950
- Dispositivi elettronici e cervelli, Hachette, coll. "La Biblioteca delle Meraviglie", 1952
- L'era dei robot, Julliard, 1953
- Scoperta della cibernetica, Julliard, 1955
- La scienza alla conquista del passato, Plon, 1955
- Logica della vita, Julliard, 1956
- La strada verso il cosmo, Julliard, 1957
- Vittoria sullo spazio, Julliard, 1959
- Logica generale dei sistemi e degli effetti - Introduzione alla fisica degli effetti - Fondamenti dell'intelletto, Dunod, 1960
- Uomo nello spazio, navicella spaziale di seconda generazione, Julliard, 1961
- La favolosa scommessa sulla luna, Laffont, 1961
- "I motori dell'astronautica", Diagrammes, n. 64, giugno 1962
- Piattaforma per il Cosmo, Julliard, 1962
- Il romanzo della materia, della cibernetica e dell'universo I, Julliard, 1963
- Il romanzo della vita, la cibernetica e l'universo II, Julliard, 1966
- Spazio domani, Julliard, 1967
- L'uomo sulla luna, Julliard, 1969
- Il nostro nuovo mondo, la Luna, Sciences et Avenir, 1969
- Collezione Cosmos Encyclopedia (12 volumi), Scienze e Futuro – Bordas, 1970-1973
- La meravigliosa macchina umana, Hachette, 1972
- Il romanticismo degli uomini, Julliard, 1973
- La Francia vista dallo spazio, Storia, 1974
- (FR) A la recherche d'une vie sur mars, Flammarion, 1976, ISBN 2-082-00434-1.
- Gli elementi al potere, Julliard, 1976
- (FR) La chaîne bleue : à l'écoute des civilisations extra-terrestres, Edition No1, 1979, ISBN 2-863-91003-5.
- (FR) Victoire sur l'énergie., Flammarion, 1980, ISBN 2082004422, OCLC 300882725.
- Verso una società della comunicazione, Hachette, 1981
- Storia della Terra, Nathan, 1982
- (FR) Albert Ducrocq, Le ciel des hommes, Flammarion, 1983, ISBN 2-082-01802-4.
- (FR) Le futur aujourd'hui, 1985-2000 : les quinze années qui vont changer votre vie quotidienne, Plon, 1984, ISBN 2-259-01192-6.
- (FR) Mémoires d'une comète : tous les 76 ans, je reviens, Plon, 1985, ISBN 2-259-01403-8.
- Il cielo, malato. J. B. Torneo, Collezione : Albert Ducrocq racconta, Letteratura giovanile, Parigi, 1985, 59 p.
- (FR) Albert Ducrocq, D'une planète à l'autre, Plon, 1986, ISBN 2-259-01452-6.
- Albert Ducrocq, L'Objet vivant : le champ des émergences, Stock, 1989, ISBN 2-234-02098-0.
- (FR) Notre ciel, Stock, 1990, ISBN 2-234-02293-2.
- (FR) Le changement global, J.-C. Lattès, 1993, ISBN 2-709-61275-5.
- L'aereo spaziale americano, Colin, 1994
- (FR) L'Esprit et la neuroscience : lueurs sur le phénomène de conscience, J.C. Lattès, 1999, ISBN 2-709-61947-4.
- (FR) L'Eclipse, Editions du Rocher, 1999, ISBN 2-268-03320-1.
- (FR) Les mathématiques : plaisir et nécessité : un parcours guidé dans l'univers des mathématiques, Vuibert, 2000, ISBN 978-2-711-75266-9, OCLC 2711752666.
- (FR) Albert Ducrocq, La physique selon Albert Ducrocq, Vuibert, 2006, ISBN 978-2-711-75278-2, OCLC 184969646.